# Sarcohyla miahuatlanensis
Plectrohyla miahuatlanensis es una especie de anfibios de la familia Hylidae.
Es endémica de la Sierra de Miahuatlán, sur del estado de Oaxaca (México).
Sus hábitats naturales son los montanos secos y los ríos. Está amenazada de extinción por la destrucción de su hábitat natural.